# Dracula alcithoe
Dracula alcithoe     é uma espécie de orquídea epífita de crescimento cespitoso cujo gênero é proximamente relacionado às Masdevallia, parte da tribo Pleurothallidinae. Esta espécie é originária do sudoeste da Colômbia e nordeste do Equador, onde habita florestas úmidas e nebulosas.
Pode ser diferenciada das espécie próximas, particularmente da Dracula simia, por apresentar inflorescência pendente, sépalas agudas, bastante pubescentes, levemente pintalgadas, com zonas pálidas próximas da base.